# Evezés az 1980. évi nyári olimpiai játékokon
Az 1980. évi nyári olimpiai játékokon az evezésben tizennégy versenyszámban osztottak érmeket.

## Éremtáblázat
(A rendező ország csapata eltérő háttérszínnel, az egyes számoszlopok legmagasabb értéke, vagy értékei vastagítással kiemelve.)
| Az 1980. évi nyári olimpiai játékok éremtáblázata evezésben | Az 1980. évi nyári olimpiai játékok éremtáblázata evezésben | Az 1980. évi nyári olimpiai játékok éremtáblázata evezésben | Az 1980. évi nyári olimpiai játékok éremtáblázata evezésben | Az 1980. évi nyári olimpiai játékok éremtáblázata evezésben | Olimpia  |
| ----------------------------------------------------------- | ----------------------------------------------------------- | ----------------------------------------------------------- | ----------------------------------------------------------- | ----------------------------------------------------------- | -------- |
|                                                             | Ország                                                      | Arany                                                       | Ezüst                                                       | Bronz                                                       | Összesen |
| 1.                                                          | NDK (GDR)                                                   | 11                                                          | 1                                                           | 2                                                           | 14       |
| 2.                                                          | Szovjetunió (URS)                                           | 1                                                           | 9                                                           | 2                                                           | 12       |
| 3.                                                          | Románia (ROU)                                               | 1                                                           | 0                                                           | 2                                                           | 3        |
| 4.                                                          | Finnország (FIN)                                            | 1                                                           | 0                                                           | 0                                                           | 1        |
|                                                             |                                                             |                                                             |                                                             |                                                             |          |
| 5.                                                          | Bulgária (BUL)                                              | 0                                                           | 1                                                           | 3                                                           | 4        |
| 6.                                                          | Nagy-Britannia (GBR)                                        | 0                                                           | 1                                                           | 2                                                           | 3        |
| 7.                                                          | Lengyelország (POL)                                         | 0                                                           | 1                                                           | 1                                                           | 2        |
| 7.                                                          | Jugoszlávia (YUG)                                           | 0                                                           | 1                                                           | 1                                                           | 2        |
|                                                             |                                                             |                                                             |                                                             |                                                             |          |
| 9.                                                          | Csehszlovákia (TCH)                                         | 0                                                           | 0                                                           | 1                                                           | 1        |
|                                                             |                                                             |                                                             |                                                             |                                                             |          |
| Összesen                                                    | Összesen                                                    | 14                                                          | 14                                                          | 14                                                          | 42       |

## Férfi

### Éremtáblázat
| Az 1980. évi nyári olimpiai játékok éremtáblázata férfi evezésben | Az 1980. évi nyári olimpiai játékok éremtáblázata férfi evezésben | Az 1980. évi nyári olimpiai játékok éremtáblázata férfi evezésben | Az 1980. évi nyári olimpiai játékok éremtáblázata férfi evezésben | Az 1980. évi nyári olimpiai játékok éremtáblázata férfi evezésben | Olimpia  |
| ----------------------------------------------------------------- | ----------------------------------------------------------------- | ----------------------------------------------------------------- | ----------------------------------------------------------------- | ----------------------------------------------------------------- | -------- |
|                                                                   | Ország                                                            | Arany                                                             | Ezüst                                                             | Bronz                                                             | Összesen |
| 1.                                                                | NDK (GDR)                                                         | 7                                                                 | 0                                                                 | 1                                                                 | 8        |
| 2.                                                                | Finnország (FIN)                                                  | 1                                                                 | 0                                                                 | 0                                                                 | 1        |
|                                                                   |                                                                   |                                                                   |                                                                   |                                                                   |          |
| 3.                                                                | Szovjetunió (URS)                                                 | 0                                                                 | 6                                                                 | 1                                                                 | 7        |
| 4.                                                                | Nagy-Britannia (GBR)                                              | 0                                                                 | 1                                                                 | 2                                                                 | 3        |
| 5.                                                                | Jugoszlávia (YUG)                                                 | 0                                                                 | 1                                                                 | 1                                                                 | 2        |
|                                                                   |                                                                   |                                                                   |                                                                   |                                                                   |          |
| 6.                                                                | Bulgária (BUL)                                                    | 0                                                                 | 0                                                                 | 1                                                                 | 1        |
| 6.                                                                | Csehszlovákia (TCH)                                               | 0                                                                 | 0                                                                 | 1                                                                 | 1        |
| 6.                                                                | Lengyelország (POL)                                               | 0                                                                 | 0                                                                 | 1                                                                 | 1        |
|                                                                   |                                                                   |                                                                   |                                                                   |                                                                   |          |
| Összesen                                                          | Összesen                                                          | 8                                                                 | 8                                                                 | 8                                                                 | 24       |

### Érmesek
| Az 1980. évi nyári olimpiai játékok érmesei evezésben | | | |
| Versenyszám                                           | Arany | Ezüst | Bronz |
| Egypárevezős                                          | Pertti Karppinen · Finnország (FIN) · 7'09"61 | Vaszil Jakusa · Szovjetunió (URS) · 7'11"66 | Peter Kerten · NDK (GDR) · 7'14"88 |
| Kétpárevezős                                          | NDK (GDR) · Joachim Dreifke · Klaus Kröppelien · 6'24"33 | Jugoszlávia (YUG) · Zoran Pančić · Milorad Stanulov · 6'26"34 | Csehszlovákia (TCH) · Zdeněk Pecka · Václav Vochoska · 6'29"07 |
| Kormányos nélküli kettes                              | NDK (GDR) · Bernd Landvoigt · Jörg Landvoigt · 6'48"01 | Szovjetunió (URS) · Jurij Pimenov · Nyikolaj Pimenov · 6'50"50 | Nagy-Britannia (GBR) · Charles Wiggin · Malcolm Carmichael · 6'51"47 |
| Kormányos kétevezős                                   | NDK (GDR) · Harald Jährling · Friedrich-Wilhelm Ulrich · Georg Spohr · 7'02"54                                                                                             | Szovjetunió (URS) · Viktor Pereverzev · Gennagyij Krjucskin · Alekszandr Lukjanov · 7'03"35                                                                                             | Jugoszlávia (YUG) · Duško Mrduljaš · Zlatko Celent · Josip Reić · 7'04"92 |
| Négypárevezős                                         | NDK (GDR) · Jürgen Thiele · Andreas Decker · Stefan Semmler · Siegfried Brietzke · 6'08"17                                                                                 | Szovjetunió (URS) · Alekszej Kamkin · Valerij Dolinyin · Alekszandr Kulagin · Vitalij Jeliszejev · 6'11"81                                                                              | Nagy-Britannia (GBR) · John Beattie · Ian McNuff · David Townsend · Martin Cross · 6'16"58 |
| Kormányos nélküli négyes                              | NDK (GDR) · Frank Dundr · Karsten Bunk · Uwe Heppner · Martin Winter · 5'49"81                                                                                             | Szovjetunió (URS) · Jurij Sapocska · Jevgenyij Barbakov · Valerij Klesnyov · Nyikolaj Dovgany · 5'51"47                                                                                 | Bulgária (BUL) · Mincso Nikolov · Ljubomir Petrov · Ivo Ruszev · Bogdan Dobrev · 5'52"38 |
| Kormányos négyes                                      | NDK (GDR) · Dieter Wendisch · Ullrich Dießner · Walter Dießner · Gottfried Döhn · Andreas Gregor · 6'14"51                                                                 | Szovjetunió (URS) · Artūrs Garonskis · Dimants Krišjānis · Dzintars Krišjānis · Žoržs Tikmers · Juris Bērziņš · 6'19"05                                                                 | Lengyelország (POL) · Grzegorz Stellak · Adam Tomasiak · Grzegorz Nowak · Ryszard Stadniuk · Ryszard Kubiak · 6'22"52                                                                                   |
| Kormányos nyolcas                                     | NDK (GDR) · Bernd Krauss · Hans-Peter Koppe · Ulrich Kons · Jorg Friedrich · Jens Doberschütz · Ulrich Karnatz · Uwe Dühring · Berno Hoing · Klaus-Dieter Ludwig · 5'49"05 | Nagy-Britannia (GBR) · Duncan McDougall · Allan Whitwell · Henry Clay · Chris Mahoney · Andrew Justice · John Pritchard · Malcolm McGowan · Richard Stanhope · Colin Moynihan · 5'51"92 | Szovjetunió (URS) · Viktor Kakosin · Andrej Tiscsenko · Olekszandr Tkacsenko · Jonas Pinskus · Jonas Narmontas · Andrej Lugin · Alekszandr Mancevics · Igor Majsztrenko · Hrihorij Dmitrienko · 5'52"66 |

## Női

### Éremtáblázat
| Az 1980. évi nyári olimpiai játékok éremtáblázata női evezésben | Az 1980. évi nyári olimpiai játékok éremtáblázata női evezésben | Az 1980. évi nyári olimpiai játékok éremtáblázata női evezésben | Az 1980. évi nyári olimpiai játékok éremtáblázata női evezésben | Az 1980. évi nyári olimpiai játékok éremtáblázata női evezésben | Olimpia  |
| --------------------------------------------------------------- | --------------------------------------------------------------- | --------------------------------------------------------------- | --------------------------------------------------------------- | --------------------------------------------------------------- | -------- |
|                                                                 | Ország                                                          | Arany                                                           | Ezüst                                                           | Bronz                                                           | Összesen |
| 1.                                                              | NDK (GDR)                                                       | 4                                                               | 1                                                               | 1                                                               | 6        |
| 2.                                                              | Szovjetunió (URS)                                               | 1                                                               | 3                                                               | 1                                                               | 5        |
| 3.                                                              | Románia (ROU)                                                   | 1                                                               | 0                                                               | 2                                                               | 3        |
|                                                                 |                                                                 |                                                                 |                                                                 |                                                                 |          |
| 4.                                                              | Bulgária (BUL)                                                  | 0                                                               | 1                                                               | 2                                                               | 3        |
| 5.                                                              | Lengyelország (POL)                                             | 0                                                               | 1                                                               | 0                                                               | 1        |
|                                                                 |                                                                 |                                                                 |                                                                 |                                                                 |          |
| Összesen                                                        | Összesen                                                        | 6                                                               | 6                                                               | 6                                                               | 18       |

### Érmesek
| Az 1980. évi nyári olimpiai játékok érmesei evezésben | | | |
| Versenyszám                                           | Arany | Ezüst | Bronz |
| Egypárevezős                                          | Sanda Toma · Románia (ROU) · 3'40"69 | Antonyina Mahina · Szovjetunió (URS) · 3'41"65 | Martina Schröter · NDK (GDR) · 3'43"54 |
| Kétpárevezős                                          | Szovjetunió (URS) · Jelena Hlopceva · Larisza Popova · 3'16"27 | NDK (GDR) · Cornelia Linse · Heidi Westphal · 3'17"63 | Románia (ROU) · Olga Homeghi · Valeria Roşca-Răcilă · 3'18"91 |
| Kormányos nélküli kettes                              | NDK (GDR) · Ute Steindorf · Cornelia Klier · 3'30"49 | Lengyelország (POL) · Małgorzata Dłużewska · Czesława Kościańska · 3'30"95 | Bulgária (BUL) · Szijka Barbulova · Sztojanka Kurbatova · 3'32"39 |
| Kormányos négypárevezős                               | NDK (GDR) · Subille Reinhardt · Jutta Ploch · Jutta Lau · Roswietha Zobelt · Liane Weigelt-Buhr · 3'15"32                                                                       | Szovjetunió (URS) · Antonyina Pusztovit · Jelena Matyievszkaja · Olga Vaszilcsenko · Nagyezsda Ljubimova · Nyina Cseremiszina · 3'15"73                                                                    | Bulgária (BUL) · Mariana Szerbezova · Rumeljana Boncseva · Doloresz Nakova · Anna Bakova · Anka Georgieva · 3'16"10                                                                 |
| Kormányos négyes                                      | NDK (GDR) · Ramona Kapheim · Silvia Fröhlich · Angelika Noack · Romy Saalfeld · Kirsten Wenzel · 3'19"27                                                                        | Bulgária (BUL) · Ginka Gjurova · Marijka Modeva · Rita Todorova · Iszkra Velinova · Nadija Filipova · 3'20"92                                                                                              | Szovjetunió (URS) · Marija Fagyejeva · Galina Szovetnyikova · Marina Sztudnyeva · Szvetlana Szemjonova · Nyina Cseremiszina · 3'20"92                                               |
| Nyolcas                                               | NDK (GDR) · Martina Boesler · Kersten Neisser · Christiane Knetsch-Köpke · Birgit Schutz · Gabriele Kühn · Ilona Richter · Marita Sandig · Karin Metze · Marina Wilke · 3'03"32 | Szovjetunió (URS) · Olga Pivovarova · Nyina Umanec · Nagyezsda Priscsepa · Valentyina Zsulina · Tatyjana Sztyecenko · Jelena Tyeresina · Nyina Preobrazsenszkaja · Marija Pazjun · Nyina Frolova · 3'04"29 | Románia (ROU) · Angelica Aposteanu · Marlena Zagoni · Rodica Frîntu · Florica Bucur · Rodica Pușcatu · Ana Iliuță · Maria Constantinescu · Elena Bondar · Elena Dobrițoiu · 3'05"63 |